# 尾上柴舟
尾上 柴舟（おのえ さいしゅう　1876年〈明治9年〉8月20日 - 1957年（昭和32年）1月13日）は、日本の詩人・歌人・書家・国文学者。文学博士。帝国芸術院会員。勲二等瑞宝章受章者。旧名は北郷八郎。

## 略歴・人物
岡山県苫田郡津山町（現・津山市）出身。本名は尾上八郎。元津山藩士・北郷直衛の三男として生まれ、同藩士・尾上動の養子となった。津山小学校高等科を卒業の後、父の転勤で兵庫県龍野（現・たつの市）に移住する。東京府尋常中学、一高を経て、東京帝国大学文科大学に進み1901年に卒業。哲学館（現・東洋大学）講師、東京女子高等師範学校（現・お茶の水女子大学）講師・教授（1905年–）、高等官6等に叙せられて「第6臨時教員養成所」の教授を兼ねる（1906年–1907年度）。早稲田大学高等師範部（現・早稲田大学教育学部）教授を経て、1908年から女子学習院（現・学習院女子大学）教授。1943年に東京芸術大学に講師としておもむき、1946年に東京女子高等師範学校の名誉教授。
1914年、東京大正博覧会で最高賞の銀牌を得る。1923年、『平安時代の草仮名の研究』で文学博士。1937年には書家として帝国芸術院会員。1946年に東京女子高等師範学校名誉教授、1949年に歌会始選者に選ばれると、取りやめとなった1952年を除き没年までつとめた。日本学士院会員。
一高時代に落合直文に師事、1900年の歌会始に出席。翌1901年に『ハイネの詩』を刊行。また、金子薫園と共に『叙景詩』を刊行し、『明星』の浪漫主義に対抗して自然主義文学の影響を受けた「叙景詩運動」を推し進めた。1910年に発表した「短歌滅亡私論」は大きな話題を呼び、口語短歌も含めた大正～昭和初期の短歌改革の前哨戦となった。1914年4月、石井直三郎、岩谷莫哀らとともに歌誌『水甕』（みずがめ）を創刊し、主宰者となる。
書道では大口鯛二に師事。粘葉本『和漢朗詠集』を研究して古筆の書風を再現したほか、漢字と仮名を調和させる調和体を追及し、「昭和の藤原行成」と称された。また、柴舟が教員検定試験（通称文検）の試験委員を務めたことで、平安古筆が中等教育における模範として浸透定着した。一方で、大字仮名を推進する安東聖空や上田桑鳩からは批判を受けた。
1945年12月、日本書道美術院結成に参画。初代会長に就任する。
1957年1月6日、歌会始から帰宅した後に意識不明となり、1月13日、流行性感冒（インフルエンザ）に狭心症を併発して東京都文京区白山御殿町（現・白山）の自宅で死去。
日本画家の川合玉堂との親交が厚く、書画の作品には柴舟が書をしたため、玉堂が画を描いたものが多く見られる。
没した1957年に遺墨展、生誕100年に東京セントラル美術館（1975年）、同130年には成田山新勝寺境内の成田山書道美術館（2005年）ならびに日本書道美術館（2006年）で回顧展が開かれた。
中国文学者の尾上兼英は養嗣子。短歌の弟子として小泉苳三、岩谷莫哀などがいる。

## 官位、栄典
- 1905年（明治38年）6月30日 - 叙従7位[77]
- 1906年（明治39年） - 高等官6等[19]「第6臨時教員養成所」の教授[21]を兼務
- 1939年（昭和14年）4月13日 - 勲二等瑞宝章[78][79]

## 作品

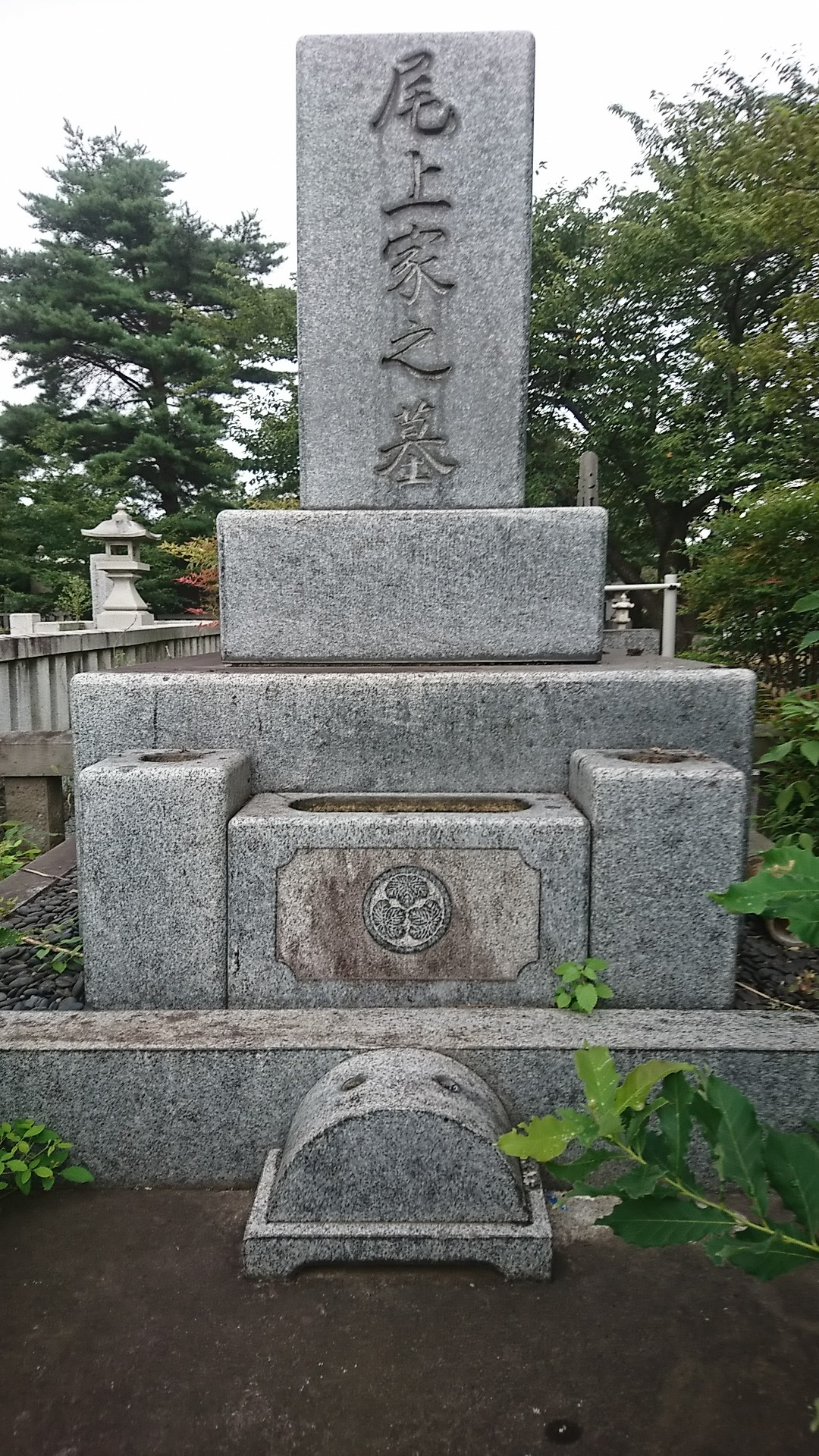
多磨霊園にある尾上家の墓

### 詩集・歌集
- 『叙景詩』1902年
- 『銀鈴』新潮社、1905年
- 『金帆』本郷書院、1905年
- 『静夜』隆文館、1907年
- 『永日』弘道館、1909年
- 『白き路』有朋館、1914年[6]
- 『遠樹』植竹書院、1915年
- 『空の色 歌集』東雲堂、1919年
- 『草路集』岩谷禎次編、水甕発行所〈水甕叢書 第5編〉、1920年 - 岩谷莫哀（岩谷禎次）、鈴木康文らとの共同歌集
- 『朝ぐもり 歌集』紅玉堂書店、1925年
- 『み光のもとにて 歌集』紅玉堂書店、1929年
- 『閒歩集』水甕社、1930年[注釈 10]
- 『細風抄 自選歌集』改造社、1936年
- 『素月集』雄山閣、1936年[注釈 10]
- 『芳塵』中央出版協会、1942年

選集
- 『新選尾上柴舟集』新潮社〈新潮文庫 ; 第438編〉、1940年[注釈 10]
- 『尾上柴舟明治期短歌集』藤田福夫 編、水甕名古屋支社、1984年
- 『尾上柴舟全詩歌集』短歌新聞社、2005年
- 『尾上柴舟大正期短歌集』短歌新聞社、2007年[80]

### 翻訳
- ハインリヒ・ハイネ『ハイネの詩』新声社、1901年[注釈 11]
- 天花才子『快心編』雄山閣、1944年 - 1948年[82]
- 『後西遊記』堀書店、1948年[注釈 12]

### エッセー
『文科学術談話会々誌』（文科学術談話会）に掲載。
- 「伊東にて」第12号、1915-07-05、p.36-。
- 「病院にて」第13号、1915-12-24、p.47-。
- 「首夏の歌」第15号、1916-07-05、p.59-。
- 「御馬の嘶」第16号、1917-01-02、p.33-34。
- 「向ひの岡」第19号、1918-02-08、p.65-。
- 「病みて」第20号、1918-04-17、p.17-。
- 「春日野にて」第22号、1919-02-17、p.16-。
- 「旧師」第23号、1919-04-21、p.29-。八郎名義。

- 「和歌」『婦女界』第40巻第1号、婦女界出版社、婦女界社、同文館、1929-07441頁（コマ番号260）。doi:10.11501/3561785、国立国会図書館デジタルコレクション、国立国会図書館内公開。
- 「虎」『幼児の教育』38(1)、日本幼稚園協会、1938-01月、p.3-11。

「中国名裁判物語」シリーズ、ぎょうせい〈法律のひろば〉に収載。
- 「7 兎の帽子・二人布・四人和尚」第4巻第7号、p.47-54、1951-08
- 「10 菜葉の篭、偽医者」第5巻第1号、p.48-54、1952-01
- 「11 料理人・子供」第5巻第2号、p.50-54、1952-02
- 「12 唖子・紅衣の女」第5巻第4号、p.51-54、1952-04
- 「13 僧人」第5巻第5号、p.52-54、1952-05
- 「14 木印・黒痣・銅錫の簪・江竜」第5巻第6号、p.49-54、1952-06
- 「15 証書-上-」第5巻第7号、p.51-54、1952-07
- 「16 証書-下-」第5巻第8号、p.52-54、1952-08
- 「17 棺の中-上-」第5巻第9号、p.52-54、1952-09
- 「18 棺の中-下-」第5巻第11号、p.49-54、1952-11
- 「19 桑林鎮」第5巻第12号、p.50-54、1952-12
- 「20 仮装-上-」第6巻第1号、p.49-53、1953-01
- 「21 仮装-下-」第6巻第2号、p.50-54、1953-02
- 「22 画幅・外人」第6巻第3号、p.51-54、1953-03
- 「23 朱履-上-」第6巻第4号、p.50-53、1953-04
- 「24 朱履-中-」第6巻第5号、p.51-53、1953-05
- 「25 朱履-下-」第6巻第6号、p.50-53、1953-06
- 「26 包の品品」第6巻第7号、p.50-53、1953-07
- 「27 婚約の時日-上-」第6巻第9号、p.52-54、1953-09
- 「28 婚約の時日-中-」第6巻第11号、p.52-54、1953-11
- 「29 婚約の時日-下-」第6巻第12号、p.52-53、1953-12
- その他、第7巻と第8巻に収載。（1954年1月-1955年10月）

- 「今の歌と教え方」樋口配天 編『明治会見記』理論社、1960年、p.131-134。国立国会図書館デジタルコレクション、全国書誌番号:2933780。
  - 紀田順一郎 監修・解説、宮岡謙二、樋口配天 編『死面列伝、旅芸人始末[書] : 異国遍路 . 明治会見記』クレス出版〈日本人物誌選集第8巻〉、2007年、復刻版。ISBN 9784877333836、NCID BA83404496。

## 書
- 『万年筆新書翰』辰文館、1913年
- 『柴舟かな帖』啓成社、1917年
- 『日本名筆全集（編）第1-14巻』雄山閣、1930年 - 1932年
- 『調和体春秋帖』雄山閣、1933年[注釈 13]
- 『調和体風月帖』雄山閣、1933年
- 『ふちなみ帖』水甕社、1933年
- 『秋野帖』雄山閣、1934年
- 『水かけ』水甕社、1936年
- 『かすが帖』駸々堂書店、1936年
  - 『新春日帖』駸々堂、1943年
- 『高野切 第2種』雄山閣、1937年
- 『隅寺心經』泰東書道院出版部、1938年
- 『友鏡』駸々堂、1941年
- 『元暦校本萬葉集抄』泰東書道院出版部、1941年。折本。
- 『御笠帖』泰東書道院出版部、1942年。改版本。
- 『きぬがさ帖』大日本出版社峯文荘、1943年
- 『調和体山水帖』雄山閣、1943年
- 『文化帖』大阪：若草書房、1953年
- 『婦人手紙十二ヶ月』奈良：若草書房、1955年。doi:10.11501/1701705、国立国会図書館デジタルコレクション、館内閲覧／図書館送信参加館・個人送信限定

### 指導書
- 尾上八郎 編、岩崎書店〈書道入門講座〉、1955年–1956年、CiNii[注釈 14]。
- 『和様書道史』平凡社、1934年、CiNii。
- 『日本書道と日本精神』1940年。内閣印刷局、CiNii。教學局、CiNii。
  - 『日本書道と日本精神』日本文化協會、1940年、CiNii。
- 石橋啓十郎 共編『高等書道』東京修文館、1950年（見本版[61]）。
  - 石橋啓十郎 共編『高等書道 : 教授資料』東京修文館 1952年、CiNii。
- 石橋啓十郎 共編『新編高等書道』東京修文館 1952年（見本版、CiNii）。1953年、CiNii。改訂版、1955年（見本版、CiNii）。1955年、CiNii。
  - 石橋啓十郎 共編『新編高等書道 : 教授資料』修文館、1953年、CiNii。
- 石橋啓十郎 共編『書道教育図説』岩崎書店、1955年、CiNii。増補版1966年、CiNii。
- 石橋啓十郎 共編『書道新鑑』修文館 1956年（見本版）、CiNii。1957年、CiNii。1958年、CiNii。
- 尾上柴舟『尾上柴舟とよのとし』日本書道教育学会、1965年、CiNii。

### 論説等
- 下田次郎 共編『新撰女子讀本』明治書院、1914年（訂正再版）、NCID BB03406068
  - 改訂、1917年、NCID BB27363797
- 『短歌新講』大日本雄弁会、1915年
- 『短歌髄脳』明治出版社、1916年
- 『歌と草仮名』雄山閣、1925年
- 『平安朝時代の草仮名の研究』1926年
- 『古本古今和歌集（校注）』雄山閣、1926年
- 下田次郎 共編『新女子國文』訂正版、明治書院、1927年、NCID BA41716324
  - 第2版訂正版、1929年、NCID BB31277338
  - 訂正版、1934年、NCID BB31508634
  - 修正版、1935年、NCID BB31508758
- 『行きつゝ歌ひつゝ』雄山閣、1930年
- 『紀貫之』厚生閣〈歴代歌人研究 第4巻〉、1938年
- 『假名書道講話』東京修文館、1947年
- 『古今和歌集』岩波文庫、1948年
- 『芭蕉夜話』一誠社、1949年

### コレクション
- 『華嚴經 : 尾上柴舟先生秘蔵』光明社、泰東書道院代理部（発売）、1938年、CRID : 1130282272198678528。折本、和装。
- 朝野魚養『古經斷簡 : 尾上柴舟先生秘蔵』泰東書道院出版部、1940年、CRID : 1130282270385880960。折本、和装。

### 展覧会の図録
- 尾上柴舟 著、栴檀社 編『尾上柴舟遺墨展』栴檀社、1957年。 NCID BB01563269。
- 尾上柴舟、日本書道教育学会『尾上柴舟生誕百年展』1975年、CRID : 1130282271573681536。
- 成田山書道美術館『尾上柴舟展 : 生誕130年』成田山書道美術館、2005年、CRID : 1130011838007309218。
- 尾上柴舟、日本書道美術館『尾上柴舟 : 生誕130周年記念展 人とその作品 特別展』教育書道出版協会、2006年。CRID : 1130282272228253184。